# Ochman (album)
Ochman – debiutancki album studyjny polskiego piosenkarza Krystiana Ochmana. Wydawnictwo ukazało się 19 listopada 2021 nakładem wytwórni muzycznej Universal Music Polska.
Album dotarł na 5. miejsca polskiej listy sprzedaży – OLiS. W czerwcu 2022 uzyskał certyfikat złotej płyty.
Płyta promowana była singlami: „Światłocienie”, „Wielkie tytuły”, „Wspomnienie”, „Prometeusz”, „Ten sam ja” oraz „Złodzieje wyobraźni”. Do wszystkich powstały teledyski.

## Lista utworów
Opracowano na podstawie materiału źródłowego.
1. „Światłocienie” Krystian Ochman, @atutowy, Tomasz Kulik – 2:48
2. „Wielkie tytuły” Krystian Ochman, @atutowy, Tomasz Kulik – 3:14
3. „Złodzieje wyobraźni” Krystian Ochman, Karol Serek, Paweł Wawrzeńczyk – 3:15
4. „Ja to znam” feat. AVI Krystian Ochman, @atutowy, Tomasz Kulik, AVI – 2:41
5. „Wspomnienie” Krystian Ochman, @atutowy, Tomasz Kulik – 3:24
6. „Gdzie iść?” Krystian Ochman, Dominic Buczkowski-Wojtaszek, Patryk Kumór – 2:29
7. „Pewnego dnia” Krystian Ochman, @atutowy, Tomasz Kulik – 2:52
8. „Prometeusz” Krystian Ochman, Juliusz Kamil, Michał Pietrzak – 2:29
9. „Ten sam ja” Krystian Ochman, @atutowy, Sebastian Morgoś – 2:35
10. „Nie chcę już czekać” Krystian Ochman, Dominic Buczkowski-Wojtaszek, Patryk Kumór – 3:23
11. „Lights in the Dark” Krystian Ochman, @atutowy, Tomasz Kulik – 2:46

## Pozycje na listach sprzedaży
| Państwo | Lista | Najwyższa pozycja |
| ------- | ----- | ----------------- |
| Polska  | OLiS  | 5                 |